# Copestylum isabellina
Copestylum isabellina är en tvåvingeart som först beskrevs av Samuel Wendell Williston  1887.  Copestylum isabellina ingår i släktet Copestylum och familjen blomflugor. Inga underarter finns listade i Catalogue of Life.